# Ernst Hinrichs
Ernst Hinrichs (* 22. Mai 1937 in Hamburg; † 4. April 2009 in Potsdam) war ein deutscher Historiker mit dem Schwerpunkt Frühe Neuzeit.

## Leben und Werk
Als Sohn des Apothekers Adolf Hinrichs und dessen Ehefrau Anneliese Lorenzen studierte er an der Albert-Ludwigs-Universität Freiburg, an der Georg-August-Universität Göttingen und an der Universität Hamburg Philosophie, Germanistik und Geschichte von 1957 bis 1963. 1966 wurde er in Göttingen mit der Arbeit Fürstenlehre und politisches Handeln im Frankreich Heinrichs IV. Untersuchungen über die politischen Denk- und Handlungsformen im Späthumanismus promoviert.
Er war anschließend von 1966 bis 1974 am Max-Planck-Institut für Geschichte (MPIG) tätig, viele Forschungsaufenthalte führten ihn nach Frankreich. 1974 erhielt er einen Ruf auf die Professur für Geschichte der Frühen Neuzeit an die Carl-von-Ossietzky-Universität Oldenburg. Von 1984 bis 1992 war er Direktor des Georg-Eckert-Instituts für internationale Schulbuchforschung in Braunschweig. Als Mitglied der deutschen UNESCO-Kommission war er in Frankreich, Großbritannien, Japan, Polen, den USA, der Sowjetunion und Israel engagiert.
Im Jahre 1991 hatte er eine Gastprofessur an der Hebräischen Universität Jerusalem inne. Von 1992 bis 1995 lehrte er Geschichte der Frühen Neuzeit an der Technischen Universität Braunschweig, von 1995 bis zu seiner Emeritierung 2003 wiederum an der Universität Oldenburg. Er war 1996 Gründungsdirektor und bis 2000 Leiter des Forschungsinstituts für die Geschichte Preußens e. V. in Berlin.
Ernst Hinrichs Forschungsschwerpunkte waren die Verfassungsgeschichte Frankreichs, die vergleichende Absolutismus-Forschung und die Geschichte des „kleinen Raums“, die er als international anerkannte Teildisziplin in Deutschland etabliert hat. Daneben galt er als Kenner der Regionalgeschichte Nordwestdeutschlands. In seinen Arbeiten zeigte er die Alphabetisierung im Raum der Weser und Ems und die Geschichte der Entwicklung der Bevölkerung von Oldenburg und Osnabrück.

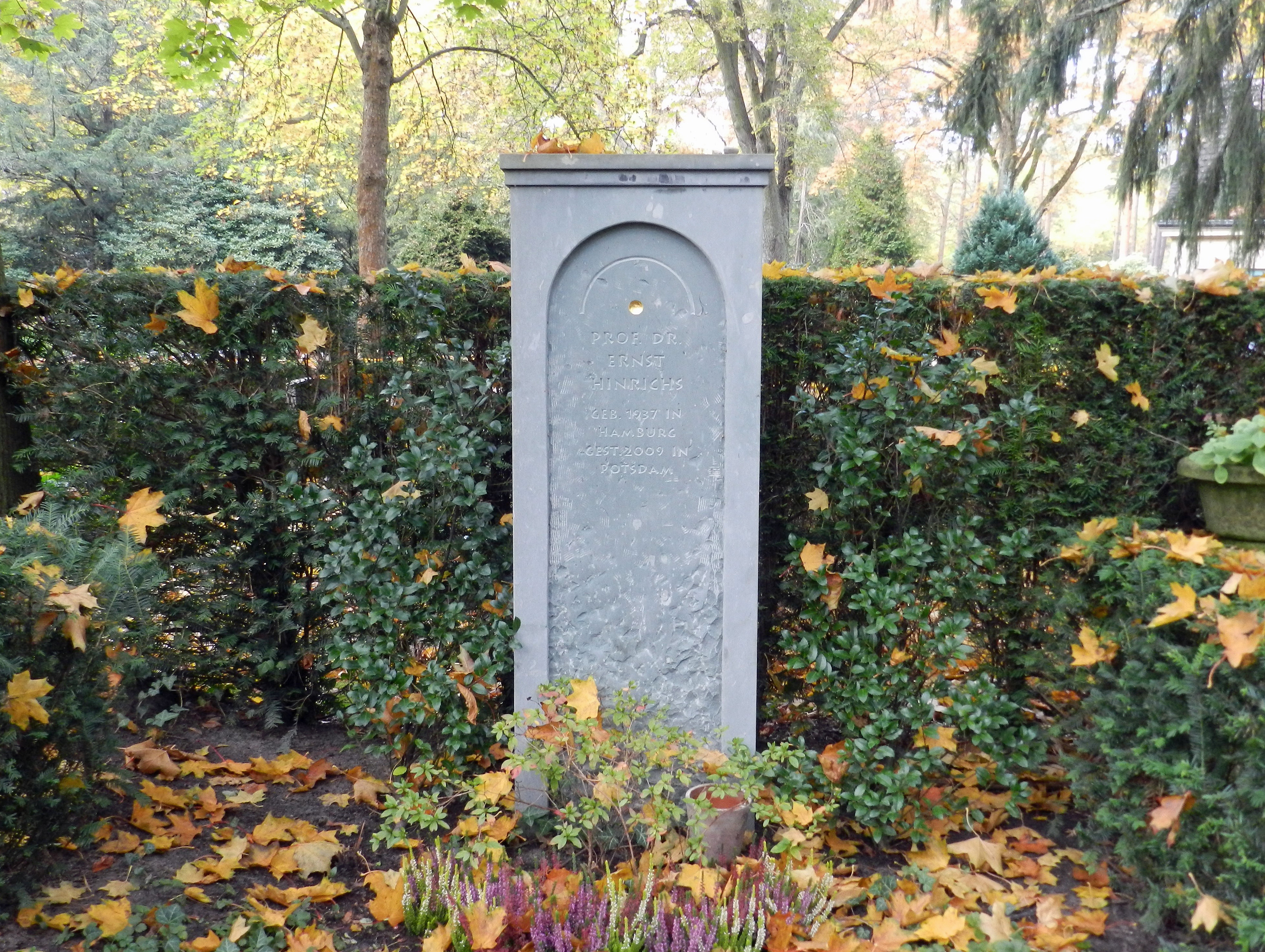
Grab von Hinrichs auf dem Friedhof Nikolassee

Mit der Veröffentlichung des Werks Fürsten und Mächte im Jahre 2000 analysierte er die Entstehung des Königstums der Frühneuzeit in Europa. Besonders zeigte er in dieser Studie, wie sich das Thema Absolutismus so lange in Deutschland unter den Historikern erhalten konnte. Er war Initiator des Historischen Quartetts Oldenburg. Hinrichs gehörte 1987 zum Vorstand der Lessing-Akademie in Wolfenbüttel und wurde 1988 Mitglied der deutschen UNESCO-Kommission.
Sein Grab befindet sich auf dem Friedhof Nikolassee in Berlin.

## Schriften (Auswahl)
- Fürstenlehre und politisches Handeln im Frankreich Heinrichs IV. Untersuchungen über die politischen Denk- und Handlungsformen im Späthumanismus (= Veröffentlichungen des Max-Planck-Instituts für Geschichte. 21, ISSN 0436-1180). Vandenhoeck & Ruprecht, Göttingen 1969.
- als Herausgeber mit Eberhard Schmitt, Rudolf Vierhaus: Vom Ancien regime zur französischen Revolution. Forschungen und Perspektiven. = De l’Ancien Régime à la Révolution française (= Veröffentlichungen des Max-Planck-Instituts für Geschichte. 55). Vandenhoeck & Ruprecht, Göttingen 1978, ISBN 3-525-35366-9.
- mit Wilhelm Norden, Brigitte Menssen, Anna-Margarete Taube: Regionalgeschichte. Probleme und Beispiele (= Veröffentlichungen der Historischen Kommission für Niedersachsen und Bremen. 6 = Quellen und Untersuchungen zur Wirtschafts- und Sozialgeschichte Niedersachsens in der Neuzeit. 6). Lax, Hildesheim 1980, ISBN 3-7848-3406-X.
- Einführung in die Geschichte der Frühen Neuzeit. Beck, München 1980, ISBN 3-406-07607-6.
- mit Günter Wiegelmann: Sozialer und kultureller Wandel in der ländlichen Welt des 18. Jahrhunderts (= Wolfenbütteler Forschungen. 19). Herzog-August-Bibliothek, Wolfenbüttel 1982, ISBN 3-88373-021-1.
- als Herausgeber: Absolutismus (= Suhrkamp-Taschenbuch Wissenschaft. 535). Suhrkamp, Frankfurt am Main 1986, ISBN 3-518-28135-6.
- mit Rosemarie Krämer, Christoph Reinders: Die Wirtschaft des Landes Oldenburg in vorindustrieller Zeit. Eine regionalgeschichtliche Dokumentation für die Zeit von 1700 bis 1850. Holzberg, Oldenburg 1988, ISBN 3-87358-295-3.
- Ancien Regime und Revolution. Studien zur Verfassungsgeschichte Frankreichs zwischen 1589 und 1789 (= Suhrkamp-Taschenbuch Wissenschaft. 758). Suhrkamp, Frankfurt am Main 1989, ISBN 3-518-28358-8.
- Lebens- und Erfahrungsräume im Zeitalter der Aufklärung. Das Briefgespräch zwischen Heinrich Christian Boie und Luise Mejer (= Berichte aus den Sitzungen der Joachim-Jungius-Gesellschaft der Wissenschaften e. V. Jg. 8, H. 1). Vandenhoeck und Ruprecht, Hamburg 1990, ISBN 3-525-86243-1.
- Aufklärung in Niedersachsen. Zentren, Institutionen, Ausprägungen (= Vortragsreihe der Niedersächsischen Landesregierung zur Förderung der wissenschaftlichen Forschung in Niedersachsen. 70). Vandenhoeck u. Ruprecht, Göttingen 1990, ISBN 3-525-82836-5.
- als Herausgeber mit Hans Erich Bödeker: Alteuropa – Ancien regime – frühe Neuzeit. Probleme und Methoden der Forschung (= Problemata. 124). Frommann-Holzboog, Stuttgart-Bad Cannstatt 1991, ISBN 3-7728-1345-3.
- als Herausgeber: Heinz-Gerhard Haupt: Kleine Geschichte Frankreichs (= Universal-Bibliothek. 9333). Reclam, Stuttgart 1994, ISBN 3-15-009333-3.
- als Herausgeber mit Peter Albrecht: Das niedere Schulwesen im Übergang vom 18. zum 19. Jahrhundert (= Wolfenbütteler Studien zur Aufklärung. 20). Niemeyer, Tübingen 1995, ISBN 3-484-17520-6.
- mit Brigitte Schulze-Fröhlich, Anna-Margarete Taube: Daten zur Bevölkerungsgeschichte des Landes Oldenburg. 1662–1815. Ämter, Kirchspiele, Bauerschaften (= Quellen und Studien zur Regionalgeschichte Niedersachsens. 2). Museumsdorf Cloppenburg – Niedersächsisches Freilichtmuseum, Cloppenburg 1995, ISBN 3-923675-58-5.
- mit Roland Krebs, Ute van Runset: „Pardon, mon cher Voltaire …“. Drei Essays zu Voltaire in Deutschland (= Kleine Schriften zur Aufklärung. 5). Wallstein, Göttingen 1996, ISBN 3-89244-084-0.
- als Herausgeber mit Klaus Zernack: Daniel Chodowiecki. (1726–1801). Kupferstecher, Illustrator, Kaufmann (= Wolfenbütteler Studien zur Aufklärung. 22). Niemeyer, Tübingen 1997, ISBN 3-484-17522-2.
- als Herausgeber mit Hans Erich Bödeker, Andrea Hofmeister: Alphabetisierung und Literalisierung in Deutschland in der Frühen Neuzeit (= Wolfenbütteler Studien zur Aufklärung. 26). Niemeyer, Tübingen 1999, ISBN 3-484-17526-5.
- Fürsten und Mächte. Zum Problem des europäischen Absolutismus. Vandenhoeck & Ruprecht, Göttingen 2000, ISBN 3-525-36245-5.
- als Herausgeber: Heinz-Gerhard Haupt: Geschichte Frankreichs. Reclam, Stuttgart 2002, ISBN 3-15-010494-7.
- als Herausgeber mit Peter Albrecht, Hans Erich Bödeker: Formen der Geselligkeit in Nordwestdeutschland 1750–1820 (= Wolfenbütteler Studien zur Aufklärung. 27). Niemeyer, Tübingen 2003, ISBN 3-484-17527-3.